# Cầu sông Kwai (tiểu thuyết)
Cầu sông Kwai (tiếng Pháp: Le Pont de la Rivière Kwai) là một tiểu thuyết của Pierre Boulle được xuất bản năm 1952. Câu chuyện hư cấu nhưng sử dụng câu chuyện về cuộc xây dựng đường sắt Miến Điện thời kỳ 1942-43 làm bối cảnh lịch sử. Câu chuyện về cảnh ngộ của những tù binh Đồng Minh trong Chiến tranh thế giới thứ hai bị quân đội Đế quốc Nhật Bản buộc phải xây tuyến đường ray dài 415 km. Tiểu thuyết này đã giành được giải Ste Beuve của Pháp năm 1952.